# Turon River
Der Turon River ist ein Fluss in der Mitte des australischen Bundesstaates  New South Wales. An seinen Ufern wurde im Jahr 1851 Gold gefunden.

## Verlauf
Der Turon River, in dem viele Forellen leben, bildet sich nördlich von Portland aus dem Jews Creek und dem Coolamigal Creek. Er fließt durch Sofala und mündet in den Macquarie River, einen Nebenfluss des Barwon Rivers und damit des Darling Rivers. An seinem Oberlauf durchfließt er den Turon-Nationalpark. 

## Goldrausch
Am Turon River fand einer der ersten Goldrausche in Australien statt. Die chinesischen Goldsucher, die zum Auswaschen des Goldes Wasser benötigten, bauten zum Goldwaschen Kanäle entlang des Flusses, die heute noch teilweise zu sehen sind. Damals gab es bereits erste Aversionen gegen die Chinesen auf den Goldfeldern. Die Gründe lagen in der Konkurrenz und im latenten Rassismus. 
Die Goldsucher hatten 30 Shillinge zu bezahlen. Die Claims waren lediglich 12,5 m² groß. Daher war auch die Arbeit äußerst beschwerlich. Der Gouverneur Fitzroy reduzierte zwar die Summe, aber als die Lizenzgebühr erhoben wurde, baute sich Widerstand auf: Die Goldgräber bezahlten nicht. Daraufhin bestrafte die Polizei diejenigen, die nicht bezahlt hatten, mit £5; die Strafe verdoppelte sich für jede weitere Säumigkeit. Die Polizei wurde immer verhasster. Sie wurde als Diggers Hunts beschimpft, und es kam zu Auseinandersetzungen.
Heute befindet sich in der Region des Goldrauschs ein Erholungsgebiet, in dem Goldsuchen, Kanufahren, Fischfang und Pferdereiten betrieben werden kann.